# Hermann Gschaider
Hermann Gschaider (* 1956 in Burgkirchen) ist ein österreichischer Bildhauer. Er organisierte mehrere Bildhauer-Symposien im Innviertel.

## Leben und Wirken
Der freischaffende autodidaktische Bildhauer lebt und arbeitet in Mattighofen. Er ist Mitglied der Innviertler Künstlergilde und der Welser Künstlergilde.
Gschaider ist gelernter Maschinbaumeister und übte diesen Beruf bis zum Beginn seiner künstlerischen Laufbahn aus. 1995/1996 besuchte er an der Internationalen Sommerakademie für Bildende Kunst Salzburg Kurse bei Milos Chlupac und Susanne Tunn. 1997 und 1999 und 2002 veranstaltete er in Mattighofen Steinbildhauersymposien mit namhaften Künstlern und gründete 1999 den Skulpturenpark Mattighofen.
Es folgten Arbeitsaufenthalte in Strömstad (Schweden, 2000), in New York (USA, 2002), in Thessaloniki (Griechenland, 2003). 2002 und 2007 konnte er im Egon Schiele Art Centrum in Cesky Krumlov, Tschechien, und 2008 in Molo Domus Artium, Italien, arbeiten und 2008 erhielt er eine Einladung an das Bluecoat display center in Liverpool. Darüber hinaus besuchte er unregelmäßig Bildhauer-Symposien im In- und Ausland.

## Ausstellungen
Der Künstler kann im Zeitraum von 1993 bis 2000 auf eine Reihe von Ausstellungen im In- und Ausland verweisen.